# Киш, Дэниел
Дэниел Киш (англ. Daniel Kish; род. 1966, Монтебелло, Калифорния) — американский эксперт по эхолокации и президент Всемирного доступа для слепых, некоммерческой организации, основанной в 2000 году для «облегчения жизни людей со всеми формами слепоты» и повышения публичной осведомленности о своих возможностях. Киш и его организация научили эхолокации более 500 слепых детей по всему миру. Киш, слепой с 13 месяцев от роду, первый человек, который имеет сертификат по Ориентации и является специалистом по мобильности (COMS), а также имеет сертификат National Blindness Professional Certification (NOMC). Он также имеет магистерскую степень по психологии развития и имеет специальное образование.
Труды Киша вдохновили на большое количество научных исследований о человеческой эхолокации. В исследовании 2009 года в университете Алкали в Мадриде, десять предметов изучались на предмет обучению базовой навигации в течение нескольких дней. Исследование помогло лучше распознавать разнообразные звуки и использовать эхолокацию более эффективно. В другом исследовании был отсканирован с помощью MRI мозг Киша и других экспертов по эхолокации для идентификации частей мозга, участвующих в этом процессе, «структур мозга преобразующих визуальную информацию у зрячих людей в эхо-информацию у незрячих экспертов по эхолокации».

## Дэниэл Киш на Украине
В 2010 году Дэниел был во Львове по приглашению волонтёров из благотворительного фонда «Открытые горизонты». Он научил 14-летнего Олега Шпая методу эхолокации.

## В популярной культуре
Киш сыграл самого себя в индийском фильме 2012 года на тамильском языке Thaandavam.

## Интересный факт
Киш — вегетарианец.